# U Волка
U Волка (лат. U Lupi) — одиночная переменная звезда в созвездии Волка на расстоянии (вычисленном из значения параллакса) приблизительно 8188 световых лет (около 2511 парсеков) от Солнца. Видимая звёздная величина звезды — от +13,2m до +10,8m.

## Характеристики
U Волка — оранжевый гигант, пульсирующая полуправильная переменная звезда типа SRD (SRD) спектрального класса G2-K0e(M2e) или K2. Радиус — около 84,06 солнечных, светимость — около 1352,328 солнечных. Эффективная температура — около 3818 K.